# Odra Szczecin
KP Odra Szczecin – klub piłkarski założony 20 lipca 1945 w Szczecinie, drugi najstarszy klub w historii miasta.
Początkowo klub funkcjonował pod nazwą MKS Odra. W 1998 roku sekcja piłkarska Stali Stocznia została przekształcona w KP Odra Szczecin. W sezonie 1998/1999 Odra Szczecin występowała w II lidze (obecnie I liga), zajmując 10. miejsce w grupie zachodniej.
Klub wziął udział w pierwszym meczu piłkarskim w powojennym Szczecinie, 26 sierpnia 1945 w którym pokonał KS Pionier Szczecin wynikiem 4:1.
W 2023 roku grupa pasjonatów i lokalnych patriotów postanowiła reaktywować klub pod nazwą Odra Szczecin 1945. W porozumieniu z byłymi zawodnikami i działaczami uzyskano zgodę i poparcie na reaktywację klubu. Nowa Odra Szczecin rozpoczęła rozgrywki od B-klasy, czyli ósmego poziomu ligowego w Polsce.
Obecnie klub skupia się na szkoleniu młodzieży i uczestniczy w rozgrywkach juniorskich, takich jak liga terenowa C1 trampkarzy starszych (U-15).